# کارل مایر (جامعه‌شناس)
کارل مایر (به انگلیسی: Carl Mayer) و (به آلمانی: Karl Mayer) جامعه‌شناس دین آمریکایی ولی آلمانی الاصل بود. او در ۱۸ ژوئیه ۱۹۰۲ در فورتسهایم آلمان زاده شد و در ۷۲ سالگی در ۱۳ می ۱۹۷۴ در سوئیس) درگذشت.

## آموزش
مایر در دانشگاه هایدلبرگ در رشته علوم اجتماعی و سیاسی با آلفرد وبر (۳۰ ژوئیه ۱۸۶۸–۲ می ۱۹۵۸) اقتصاددان آلمانی، کارل یاسپرس (۲۳ فوریه ۱۸۸۳–۲۶ فوریه ۱۹۶۹) فیلسوف اگزیستانسیالیست آلمانی و ادوارد هایمن خواند.
در سال ۱۹۲۹ او دکتری خود را با نگارش رساله‌ای در مورد جامعه‌شناسی دین ماکس وبر دریافت کرد.

## شغل
در مدرسه اتحادیه آکادمی کار در فرانکفورت آم ماین تدریس کرد.
مایر در سال ۱۹۳۳ پس از بسته شدن اتحادیه آکادمی کار به نیویورک مهاجرت کرد و استاد مدرسه جدید تحقیقات اجتماعی شد.
پس از جنگ جهانی دوم او یک پروژه پژوهشی بزرگ در زمینه زندگی مذهبی در آلمان را مدیریت و اجرا کرد.
مایر پس از بازنشستگی از ایالات متحده آمریکا به سوئیس مهاجرت کرد و به عنوان استاد مهمان در دانشگاه گوته فرانکفورت و در دانشگاه کنستانتس تدریس می‌کرد.

## شاگردان
پیتر برگر (۱۷ مارس ۱۹۲۹-۲۷ ژوئن ۲۰۱۷) جامعه‌شناس اتریشی‌الاصل آمریکایی و توماس لاکمن (۱۴ اکتبر ۱۹۲۷–۱۰ می ۲۰۱۶) جامعه‌شناس آمریکایی - اتریشی اهل آلمان از شاگردان سرشناس او بودند و با وی در پژوهش‌ها همکاری می‌کردند.

## ادبیات
- هلموت آر. واگنر: مایر، کارل، که در: ویلهلم برنزدورف/هورست کناسپ (ویرایشگران): «دانشنامه جامعه‌شناسی بین‌المللی»، جلد ۲، آنکه، اشتوتگارت ۱۹۸۴، ص ۵۳۷.